# Bolívar (Ecuador)
 For alternative betydninger, se Bolívar. (Se også artikler, som begynder med Bolívar)
Bolívar er en provins i det centrale Ecuador. Befolkningsantallet er opgjort til 183.193 i år 2009, på et område af 3 940 kvadratkilometer. Den administrative hovedstad og største by i provinsen er Guaranda. 

## Administrativ inddeling
Provinsen er inddelt i syv kantoner, hvor med en administrativ hovedby.
- Caluma
- Chillanes
- Chimbo
- Echeandía
- Guaranda
- Las Naves
- San Miguel